# Catalogue of Oriental Manuscripts, Xylographs etc. in Danish Collections, COMDC
Catalogue of Oriental Manuscripts, Xylographs etc. in Danish Collections, COMDC er en international, videnskabelig katalog, der beskriver håndskrifter fra Asien og Nordafrika i Det Kongelige Bibliotek, Nationalmuseet og enkelte andre danske samlinger. Den udgives i samarbejde mellem Det Kongelige Bibliotek og Københavns Universitet med støtte fra Carlsbergfondet.

## Baggrund
Interessen for de orientalske områder strækker sig tilbage til det 17. århundrede. Siden har danske ekspeditioner og danske rejsende hjembragt mange orientalske og nordafrikanske manuskripter, som er af interesse for videnskabsfolk og boginteresserede. Det indsamlede materiale er ikke kun af interesse for forskere, som beskæftiger sig med østerlandske religioner og kultur (islam, buddhisme, Tibet osv.), men også for forskere, som beskæftiger sig med sprog- og skriftlære, litteraturhistorie og historie.
Ekspeditioner, som skulle indsamle kildemateriale om de fremmede kulturer, strækker sig flere hundrede år tilbage, såsom geografen og matematikeren Adam Olearius’ rejse til Persien 1636-1639, Den Arabiske Rejse med bl.a. Carsten Niebuhr 1761-1767 og sprogforskeren Rasmus Rasks rejse til Persien og Indien 1816-1823. Også danskere, som senere rejste i Asien, har hjembragt kildemateriale, som f.eks. en ansat i Store Nordiske Telegrafselskab, som i 1915 erhvervede 14 berømte skriftruller fra et buddhistisk tempel i Dunhuang.
Danmark rummer i dag på nogle områder samlinger, som er blandt de betydeligste uden for Asien. Det gælder f.eks. den mongolske samling af manuskripter og bloktryk, som blev suppleret væsentligt under 2. danske centralasiatiske ekspedition 1938-39. Et andet eksempel er den tibetanske samling, som rummer kilder til et sprog og en kultur, som i dag er under hårdt pres.

## Udgivelsen
Allerede 1846-1857 udgav Det Kongelige Bibliotek en første oversigt over erhvervede håndskrifter i tre bind med hovedtitlen Codices Orientales Bibliothecae Regiae Havniensis, udgivet af N.L. Westergaard og A.F. Mehren. Samlingen af hjembragte orientalske manuskripter voksede kraftigt i de følgende hundrede år, og 1950 tog filologen professor, dr. phil. Kaare Grønbech, Københavns Universitet og rigsbibliotekar Svend Dahl initiativ til en ny udgave. Arbejdet blev forestået af en redaktionskomité under forsæde af Kaare Grønbech. Redaktionen bestod desuden af de orientalistiske fags professorer ved Københavns Universitet og lederen af Orientalsk Afdeling ved Det Kongelige Bibliotek. Orientalisten, førstebibliotekar Stig T. Rasmussen, Det Kongelige Bibliotek, har siden 1992 været hovedredaktør af udgaven.
Udgaven har fra starten især været rettet mod det internationale forskningsmiljø. Udgaven rummer derfor ikke alene en katalogisering af det enkelte manuskript, men også en dyberegående beskrivelse af håndskrifterne med fremstillinger af teksternes kulturelle baggrund og lærdomshistoriske betydning. Indholdsbeskrivelserne er suppleret med fotografiske reproduktioner, således at internationale forskere kan få et ret godt indtryk af, hvad det enkelte manuskript indeholder.
Udgaven har gennem alle årene været støttet af Carlsbergfondet, dels gennem forskningsbevillinger til ansættelse af specialister, som udgaven ikke selv råder over, dels til trykning af de fysiske kataloger. Specialisterne har i en række tilfælde været udenlandske videnskabsmænd i sprog, hvori der ikke har været kompetence i Danmark.
Efter en langsom start udkom første bind i 1966. Især efter år 2000 har udgivelsestakten været høj. Katalogen står nu foran sin afslutning.
Udgivelser
- Codices Orientales Bibliothecae Regiae Havniensis

- Pars 1, Codices Indici, N. L. Westergaard, 1846 Link til digital udgave
- Pars 2, Codices Hebraici et Arabici, 1851 Link til digtal udgave
- Pars 3, Codices Persici, Turcici, Hindustanici variique alii, A. F. Mehren, 1857 Link til digital udgave

- Catalogue of Oriental Manuscripts, Xylographs etc in Danish Collections, COMDC

- Vol. 1. Catalogue of Ceylonese Manuscripts / C.E. Godakumbura, 1980. Link til digital udgave
- Vol. 2.1. Catalogue of Cambodian and Burmese Pāli manuscripts / C.E. Godakumbura, assisted by U Tin Lwin, 1983. Link til digital udgave
- Vol. 2.2. Catalogue des Manuscrits en Pali, Laotien et Siamois provenant de la Thaïlande / Georges Cœdès, 1966. Link til digital udgave
- Vol. 3. Catalogue of Mongol Books, Manuscripts and Xylographs / Walther Heissig, assisted by Charles Bawdin, 1971. Link til digital udgave
- Vol. 4.1. Catalogue of Indonesian Manuscripts. Part 1. / P.Voorhoeve, with a contribution by Carl Schuster, 1975. Link til digital udgave
- Vol. 4.2. Catalogue of Indonesian Manuscripts. Part 2. / Th. Pigeaud, F.H. van Naerssen and P.Voorhoeve, 1977. Link til digital udgave
- Vol. 5.1. Catalogue of Arabic Manuscripts, Codices Arabici & codices Arabici additamenta / Ali Abdalhussein Alhaidary and Stig T. Rasmussen, 1995.
- Vol. 5.2. Catalogue of Arabic manuscripts, Codices Arabici & codices Arabici additamenta / Irmeli Perho, 2003.
- Vol. 5.3. Book 1-3. Catalogue of Arabic manuscripts, Codices Arabici & codices Arabici additamenta / Irmeli Perho, 2007.
- Vol. 6.1-2. Catalogue of Tibetan Manuscripts and Xylographs / Hartmut Buescher and Tarab Tulku, 2000.
- Vol. 7.1 Catalogue of Sanskrit Manuscripts / Hartmut Buescher, 2011.
- Vol. 8.1. Catalogue of Persian manuscripts / Irmeli Perho, 2014.
- Vol. 9. Catalogue of Chinese manuscripts and rare books  /  Bent Lerbæk Pedersen, 2014.
- Vol. 10.1.Catalogue of Japanese manuscripts and rare books / Merete Pedersen, 2015.
- Vol. 10.2. Catalogue of Korean manuscripts and rare books / Bent Lerbæk Pedersen, 2014.